# Molly Bernard
Molly Kate Bernard (Brooklyn, 10 aprile 1988) è un'attrice statunitense.
Ha ottenuto successo per il ruolo di Lauren Heller nella serie tv Younger, tanto che il suo personaggio è passato da ricorrente a principale dalla prima alla seconda stagione.

## Biografia

### Infanzia
Molly Kate Bernard è nata a Brooklyn, New York, Stati Uniti.

### Carriera
Bernard inizia la sua carriera assumendo un ruolo ricorrente nella serie televisiva Alpha House, nella quale interpreta Angie Sullivan. Nel 2015, viene scelta per la serie televisiva Younger, al fianco di Sutton Foster e Hilary Duff, nella quale interpreta Lauren Heller.
Nel 2015, ha avuto un piccolo ruolo nella commedia di Nancy Meyers Lo stagista inaspettato, accanto a Robert De Niro e Anne Hathaway. Bernard interpreta Young Shelly in Transparent di Amazon Prime. Nel 2019, appare nel film commedia La vita dopo i figli, diretto da Cindy Chupack. Per due stagioni, Bernard veste i panni della studentessa di medicina Elsa Curry in Chicago Med. Consegue una laurea presso lo Skidmore College e un MFA in recitazione presso la Yale School of Drama.

### Vita privata
Molly Bernard è la nipote dell'attore Joseph Bernard, il quale ha insegnato al Lee Strasberg Theatre Institute, Hollywood, dove hanno studiato celebrità come Angelina Jolie, Robert De Niro e Uma Thurman. Il 23 settembre 2021, Bernard ha sposato Hannah Lieberman a Prospect Park, Brooklyn. È dichiaratamente pansessuale.

## Filmografia

### Cinema
- Un sogno per domani (Pay It Forward), regia di Mimi Leder (2000)
- Wrestling of the Past, regia di Jason Leinwand (2006)
- Lo stagista inaspettato (The Intern) regia di Nancy Meyers (2015)
- Sully, regia di Clint Eastwood (2016)
- La vita dopo i figli (Otherhood), regia di Cindy Chupack (2019)
- Hit Man - Killer per caso (Hit Man), regia di Richard Linklater (2023)

### Televisione
- Royal Pains - serie TV, un episodio (2013)
- Alpha House - serie TV, 4 episodi (2014-2015)
- High Maintenance - serie TV, un episodio (2016)
- Transparent - serie TV, 5 episodi (2016-2017)
- Younger - serie TV (2015-2021)
- Chicago Med - serie TV, 5 episodi (2018-2019)